# Constantina (esposa de Maurício)
Constantina foi uma imperatriz-consorte bizantina, esposa do imperador Maurício. Ela era filha de Tibério II e de sua esposa, Ino Anastácia, e sua ascendência foi relatada por Teofilato Simocata, Paulo, o Diácono e João de Biclaro.
A Crônica Georgiana a identifica como filha de Cosroes II (e não de Tibério II). Porém, dado que a Crônica foi compilada no século XIII,  e, por isso, tal parentesco é considerado como um equívoco. Relatos posteriores fazem de Constantina sua sogra, através de uma filha dela - muito provavelmente fictícia - Miriam/Maria.

## Filha do césar
O pai de Constantina era o conde dos excubitores ("comandante dos excubitores") de Justino II, um imperador que, supostamente, sofria de ataques temporários de insanidade e se mostrou incapaz de realizar suas funções já na época da queda de Dara a Cosroes I, do Império Sassânida, em novembro de 573. De acordo com Gregório de Tours, o poder no Império nesta época foi assumido pela imperatriz Sofia, uma sobrinha da grande Teodora e consorte de Justino II. Evágrio Escolástico relata que Sofia conseguiu firmar uma trégua de três anos com Cosroes por conta própria. Mas, como regente, ela necessitava de aliados e escolheu Tibério como colega no poder.
De acordo com Teófanes, o Confessor, Tibério foi oficialmente nomeado césar por Justino em 7 de dezembro de 574. Ele também foi adotado por Justino e, assim, se tornou seu herdeiro-aparente. Nesta época, Ino emergiu como caesarissa, a segunda mulher mais poderosa no Império, e Constantina e sua irmã, Cárito, se tornaram membros da família imperial.
A "História Eclesiástica" de João de Éfeso e a "Crônica" de Teófanes relatam que Sofia planejava se casar com Tibério, pois considerava ofensivo seu casamento com Justino. Ino e suas filhas foram proibidas de entrarem no Grande Palácio de Constantinopla para mantê-las longe de Tibério e foram acomodadas no Palácio de Hormisda, a antiga residência de Justiniano I antes de sua ascensão ao trono. De acordo com João, Tibério se juntava a elas todas as noites e retornava ao Grande Palácio pelas manhãs. Teimosamente, Sofia também se recusou a deixar que as senhoras da corte visitassem Ino e as filhas para prestar-lhes respeito.
Ino eventualmente deixou a capital e se mudou para Dafinúdio, onde morava antes. De acordo com João de Éfeso, Tibério foi ao seu encontro quando ela adoeceu. Presume-se que suas filhas se juntaram à mãe quando ela partiu.

## Filha do imperador
Em setembro de 578, Justino II nomeou Tibério seu co-imperador. Em 5 de outubro, ele estava morto e Tibério era o único imperador. De acordo com João de Éfeso, Sofia enviou o patriarca de Constantinopla Eutíquio até Tibério para convencê-lo a se divorciar de Ino e oferecendo a própria imperatriz e sua filha Arábia como noivas em potencial para o novo imperador. Tibério recusou a proposta.
O novo imperador aparentemente temia pela segurança de sua esposa e filhas. João relata que as três mulheres foram levadas em segredo para a capital por barco, à noite. Ino foi proclamada imperatriz numa cerimônia pública e recebeu o título de augusta. Sofia também manteve sua posição e continuou a ocupar uma parte do palácio. Constantina era agora uma das duas filhas do imperador.
O reinado do pai como imperador foi relativamente curto. Em 582, Tibério adoeceu e o tema da sucessão se tornou urgente. Como da vez anterior, Sofia recebeu a missão de escolher o sucessor para o imperador moribundo. Sofia escolheu Maurício, o general que havia conseguido o maior número de vitórias contra Hormisda IV, filho e sucessor de Cosroes I. De acordo com Gregório de Tours, Sofia planejava se casar com o novo herdeiro imperial.

## Casamento
João de Éfeso e Gregório apresentam os casamentos de Constantina e Cárito como a forma que Tibério encontrou de ludibriar Sofia e assegurar para si a lealdade dos genros. Em 5 de agosto de 582, Constantina foi prometida a Maurício e Cárito, a Germano. Ambos foram nomeados césares e se tornaram possíveis sucessores.
Germano era um patrício e governador da Província da África. Ele já foi tentativamente identificado com o filho póstumo de Germano Justino e Matasunta mencionado por Jordanes. Matasunta era filha de Amalasunta e Eutarico e este, por sua vez, seria filho de Veterico, neto de Berimudo e bisneto de Torismundo segundo Jordanes.
Uma interpretação histórica para o casamento duplo seria que Tibério tencionava nomear dois co-imperadores como sucessores, possivelmente com uma divisão das províncias entre eles. Se houve plano assim, jamais se materializou. De acordo com João de Niciu, Germano era o candidato preferido de Tibério para o trono, mas recusou humildemente.
Em 13 de agosto, Tibério estava no leito de morte e dignitários civis, militares e eclesiásticos aguardavam a nomeação do sucessor. O imperador supostamente preparou um discurso sobre o tema, mas já estava fraco demais para falar. O questor do palácio sagrado leu-o para ele. O discursou proclamou Maurício como augusto e único sucessor ao trono. Tibério morreu no dia seguinte e Maurício assumiu o trono sozinho. Constantina ainda era sua noiva.

## Imperatriz
O casamento de Constantina com Maurício ocorreu no outono de 582. A cerimônia foi realizada pelo patriarca João IV e foi descrita em detalhes por Teofilato Simocata. Constantina foi proclamada augusta e tanto Sofia quanto Ino Anastácia mantiveram seus títulos. João de Éfeso menciona que as três augustas viviam no Grande Palácio.
Anastácia foi a primeira das três a morrer, em 593 segundo Teófanes. Constantina parece ter tido melhores relações com Sofia do que a mãe. Teófanes relata que elas deram uma preciosa coroa de presente a Maurício na Páscoa de 601. Ele aceitou o presente, mas ordenou que ele fosse pendurado no altar de Santa Sofia como seu próprio tributo à igreja. Segundo Teófanes, ambas consideraram um ato um insulto e o casamento com Constantina foi abalado.

## Deposição
Em 22 de novembro de 602, Maurício, Constantina e os filhos deixaram Constantinopla num navio de guerra. Revoltas por toda a cidade iniciaram por causa da carestia. Maurício também perdeu o apoio dos "Verdes", um dos clubes das corridas de bigas, e do exército, que se amotinara e estava agora acampado do lado de fora da cidade sob a liderança do general Focas, que foi proclamado imperador no dia seguinte.
A navio em que fugiam enfrentou uma tempestade e buscou refúgio na costa asiática do mar de Mármara, não muito distante de Nicomédia. Maurício sofria de artrite e estava incapacitado por uma dor aguda depois da tentativa de escapar. Tropas leais a Focas capturaram toda a família dias depois e a levou para Calcedônia. Em 27 de novembro, todos os cinco filhos do imperador foram executados diante de Maurício, que foi, em seguida, executado também. Constantina foi poupada.
Em 603, ela e as três filhas foram confinadas a um mosteiro conhecido como "Casa de Leão", que já foi tentativamente identificado como sendo o Mosteiro de São Mamas, fundado e mantido por parentes de Teoctista, uma irmã de Maurício.
Teófanes relata que Constantina mantinha contato com Germano e que ambos estavam conspirando contra Focas. Suas mensagens foram confiadas a Petrônia, uma criada de Constantina, que se mostrou desleal e relatou a trama para Focas. Constantina foi presa e colocada sob a custódia de Teopempto, o prefeito de Constantinopla. O interrogatório incluiu tortura e ela acabou sendo forçada a entregar os companheiros.
Constantina e suas três filhas foram então executadas em Calcedônia. Germano e uma filha, que era a viúva de Teodósio, também foram executados. Teófanes data as mortes em 605 ou 607, mas há dúvidas sobre a data exata.
A "Pátria de Constantinopla", atribuído a Jorge Codino, menciona que Constantina teria sido decapitada e teve o corpo atirado no Bósforo; porém, Sobre as Cerimônias, de Constantino VII, menciona que Maurício, Constantina e os filhos teria sido enterrados no Mosteiro de São Mamas.

## Família e filhos
Tibério e Constantina tiveram nove filhos conhecidos:
- Teodósio († 27 de novembro de 602). De acordo com João de Éfeso, ele foi o primeiro herdeiro a nascer de um imperador reinante desde Teodósio II (408-450).[10] Ele foi nomeado césar em 587 e co-imperador em 26 de março de 590.
- Tibério († 27 de novembro de 602).
- Pedro († 27 de novembro de 602).
- Paulo († 27 de novembro de 602).
- Justino  († 27 de novembro de 602).
- Justiniano  († 27 de novembro de 602).
- Anastácia († c. 605/607).
- Teoctista († c. 605/607).
- Cleópatra († c. 605/607).

Uma filha chamada "Miriam/Maria aparece no relato de Miguel, o Sírio, como tendo se casado com Cosroes II, mas sua existência é provavelmente fictícia, pois ela não aparece em nenhuma fonte bizantina. Se for real, ela teria nascido logo depois do casamento de Constantina com Maurício em 582.